# Adriana Gil
Adriana Gil Moreno (Santa Cruz de la Sierra, Bolivia; 22 de mayo de 1982) es una 
politóloga, locutora de radio y política boliviana. Fue candidata a la Vicepresidencia de Bolivia en las Elecciones generales de 2014 en representación del partido político Movimiento Sin Miedo.
Fue también diputada plurinominal en la Asamblea Legislativa Plurinacional durante el periodo 2010-2015 en representación del partido Plan Progreso para Bolivia-Convergencia Nacional (PPB-CN) de Manfred Reyes Villa.

## Biografía
Nació el 22 de mayo de 1982 en la ciudad de Santa Cruz de la Sierra. Fue líder del partido Fuerza Social Demócrata (FSD), un movimiento que se anunciaba como una alternativa democrática de izquierda en el ámbito político boliviano.
En su momento fue aliada del presidente Evo Morales, ampliamente reconocida por haber sido colaboradora en las elecciones generales de 2005 para el Movimiento al Socialismo desde el departamento de Santa Cruz, tradicionalmente de tendencia conservadora.
Se desvinculó del partido de Morales en 2006 debido a conflictos internos, la existencia de acusaciones de presunta corrupción en el nuevo gobierno, sus políticas confiscatorias y la percepción que tenía Gil sobre el presidente, al que consideró que se inclinaba más hacia un autoritarismo etnocéntrico, criticando su simpatía casi exclusiva hacia dos pueblos originarios, el quechua y el aimara por sobre las demás naciones originarias de Bolivia.
En aparente represalia por su disidencia política, sus propiedades agrícolas experimentaron un proceso de incautación, siendo ilegalmente ocupadas por colonizadores quechuas, quienes argumentaron tener permiso para hacerlo, gracias a un documento firmado por el ministro de Desarrollo Rural Hugo Salvatierra. Gil acusaría al vicepresidente Álvaro García Linera de liderar una conspiración para apoderarse de sus tierras, denuncia que fue negada desde el Ejecutivo.
En 2008 fundó un nuevo partido político, la Fuerza Demócrata (FD), con la colaboración de un importante exmilitante del Movimiento al Socialismo, Román Loayza.
Para mediados de 2009, Gil haría alianza con Manfred Reyes Villa, exalcalde de Cochabamba y líder de Nueva Fuerza Republicana para encarar las elecciones generales de ese año, constituyendo la coalisión Convergencia Nacional, finalizando en segundo lugar de la votación con el 26,46%. El ganador de esas elecciones sería Evo Morales con el 64,22% de los votos.
En 2014 postuló al cargo vicepresidencial por el Movimiento Sin Miedo (MSM) para acompañar al aspirante a la presidencia Juan del Granado, quedando en cuarta posición con el 2,71% de los votos. Después de esa experiencia política se retiraría a la vida privada.